# Satoshi Yūki
Yuki Satoshi (結城聡?) (nacido el 11 de febrero de 1972, Hyogo, Japón) es un jugador de go profesional.

## Biografía
Se profesionalizó con sólo 12 años y promocionó a 9 dan en 10 años(a los 22). Juega para la Kansai Ki-In. En 2005 desafió a Hane Naoki por el título de Kisei, pero finalmente perdió la partida final. Ha vencido a algunos de los mejores jugadores de Japón como Cho U, Hane Naoki, Rin Kaiho, y Mimura Tomoyasu.

## Campeonatos y subcampeonatos
| Título                      | Años ganado            |
| --------------------------- | ---------------------- |
| Actuales                    | 6                      |
| Ryusei                      | 2005                   |
| Shinjin-O                   | 1993                   |
| Campeonato Kansai Ki-In     | 1996, 2004, 2006, 2007 |
| Extintos                    | 3                      |
| Kakusei                     | 2003                   |
| Campeonato Hayago           | 1995                   |
| Campeonato JAL Super Hayago | 2003                   |
| Totales                     | 9                      |

| Título            | Años perdido           |
| ----------------- | ---------------------- |
| Actuales          | 9                      |
| Kisei             | 2005                   |
| Gosei             | 1997, 2002, 2005, 2009 |
| Ryusei            | 2006, 2007             |
| Copa NHK          | 2007                   |
| Shinjin-O         | 1990                   |
| Extintos          | 1                      |
| Campeonato Hayago | 1991                   |
| Totales           | 10                     |